# Championnat de Belgique de football de deuxième division 2001-2002
Navigation
Saison précédente Saison suivante
Le Championnat de Belgique de football de Division 2 2001-2002 est la 85e édition du championnat de deuxième niveau national en Belgique. Il oppose 18 équipes, qui s'affrontent deux fois chacune en matches aller-retour. Au terme de la saison, le champion est promu en Division 1 pour la prochaine saison. Il est accompagné par le vainqueur du tour final, qui met aux prises les trois vainqueurs de tranches, accompagnés de l'équipe la mieux classée au classement final, voire par d'autres équipes si le champion remporte une tranche, ou qu'une même équipe en remporte deux.
Le titre revient au FC Malines, relégué un an plus tôt, qui devance Ingelmunster et Mons. Ces deux clubs participent au tour final pour la montée en Division 1 en compagnie d'Heusden-Zolder et du Cercle de Bruges. Ce dernier est autorisé à participer à ce mini-championnat à la suite du refus de licence professionnelle signifié au KRC Zuid-West, relégué de première division la saison passée, et sujet à de graves problèmes financiers. C'est le club de Mons qui remporte ce tour final, lui permettant ainsi de rejoindre le plus haut niveau national pour la première fois de son Histoire.
La lutte pour éviter les deux places de relégables et celle de barragiste oppose huit clubs jusqu'au bout de la saison. Finalement, le Patro Maasmechelen termine dernier, devancé par Tirlemont et Deinze, barragiste. Mais à la suite des relégations administratives infligées au RWDM et à l'Eendracht Alost, à la suite du refus de leur accorder la licence professionnelle, ces deux clubs sont renvoyés directement en Division 3, laissant deux places libres en Division 2. De plus, à la suite du refus d'accorder la licence au KRC Zuid-West déjà mentionné plus haut, ce club est également relégué en troisième division, permettant aux trois derniers classés de se maintenir. Pour le club flandrien et le RWDM, ces relégations administratives marquent également leur disparition.

## Clubs participants
Les matricules en gras indiquent les clubs qui existent toujours en 2012, les autres ont disparu.
| Nom                    | Mat. | Ville           | Saison passée | En D2 depuis | Saison en D2 | Entraîneur(s) |
| ---------------------- | ---- | --------------- | ------------- | ------------ | ------------ | ------------- |
| Cercle Bruges KSV      | 12   | Bruges          | D2: 7e        | 1997-1998    | 22e          | ?             |
| KMSK Deinze            | 818  | Deinze          | D2: 16e       | 1993-1994    | 9e           | ?             |
| KFC Denderleeuw EH     | 5647 | Denderleeuw     | D2: 9e        | 1996-1997    | 6e           | ?             |
| KFC Dessel Sport       | 606  | Dessel          | D2: 11e       | 1997-1998    | 5e           | ?             |
| KFC Verbroedering Geel | 395  | Geel            | D2: 4e        | 2000-2001    | 23e          | ?             |
| K Heusden-Zolder SK    | 2614 | Zolder          | D2: 12e       | 2000-2001    | 2e           | ?             |
| KSV Ingelmunster       | 1574 | Ingelmunster    | D2: 6e        | 1999-2000    | 3e           | ?             |
| RFC Liège              | 4    | Liège           | D2: 15e       | 1996-1997    | 25e          | ?             |
| Patro Maasmechelen     | 3434 | Maasmechelen    | D2: 13e       | 1994-1995    | 32e          | ?             |
| FC Malines             | 25   | Malines         | D1: 18e       | 2001-2002    | 29e          | ?             |
| RAEC Mons              | 44   | Mons            | D2: 5e        | 2000-2001    | 12e          | ?             |
| KSK Renaix             | 3434 | Renaix          | D3A: 1er      | 2001-2002    | 13e          | ?             |
| KSV Roulers            | 134  | Roulers         | D2: 8e        | 1998-1999    | 9e           | ?             |
| KFC Strombeek          | 1936 | Strombeek-Bever | D2: 10e       | 2000-2001    | 2e           | ?             |
| KVK Tirlemont          | 132  | Tirlemont       | D2: 14e       | 1999-2000    | 27e          | ?             |
| Excelsior Virton       | 200  | Virton          | D3B: 1er      | 2001-2002    | 1re          | ?             |
| RCS Visé               | 369  | Visé            | D3B: 4e       | 2001-2002    | 3e           | ?             |
| KRC Zuid-West          | 1615 | Harelbeke       | D1: 17e       | 2001-2002    | 16e          | ?             |

## Championnat

### Classement final
| Rang | Équipe                 | Pts | J  | G  | N  | P  | Bp | Bc | Diff |
| ---- | ---------------------- | --- | -- | -- | -- | -- | -- | -- | ---- |
| 1    | FC Malines             | 71  | 34 | 20 | 11 | 3  | 64 | 24 | +40  |
| 2    | KSV Ingelmunster       | 67  | 34 | 20 | 7  | 7  | 53 | 32 | +21  |
| 3    | RAEC Mons              | 62  | 34 | 18 | 8  | 8  | 56 | 37 | +19  |
| 4    | K Heusden-Zolder SK    | 56  | 34 | 14 | 14 | 6  | 52 | 34 | +18  |
| 5    | KRC Zuid-West          | 55  | 34 | 16 | 7  | 11 | 41 | 42 | -1   |
| 6    | Cercle Bruges KSV      | 52  | 34 | 13 | 13 | 8  | 40 | 28 | +12  |
| 7    | KFC Dessel Sport       | 47  | 34 | 13 | 8  | 13 | 57 | 44 | +13  |
| 8    | RCS Visé               | 45  | 34 | 13 | 6  | 15 | 41 | 50 | -9   |
| 9    | KFC Strombeek          | 42  | 34 | 11 | 9  | 14 | 42 | 51 | -9   |
| 10   | RFC Liège              | 41  | 34 | 10 | 11 | 13 | 35 | 42 | -7   |
| 11   | R. Excelsior Virton    | 39  | 34 | 9  | 12 | 13 | 41 | 47 | -6   |
| 12   | KFC Verbroedering Geel | 38  | 34 | 10 | 8  | 16 | 39 | 48 | -9   |
| 13   | KFC Denderleeuw EH     | 38  | 34 | 9  | 11 | 14 | 31 | 41 | -10  |
| 14   | KSK Renaix             | 37  | 34 | 8  | 13 | 13 | 37 | 52 | -15  |
| 15   | KSV Roulers            | 37  | 34 | 8  | 13 | 13 | 41 | 44 | -3   |
| 16   | KMSK Deinze            | 36  | 34 | 8  | 12 | 14 | 40 | 50 | -10  |
| 17   | KVK Tirlemont          | 35  | 34 | 8  | 11 | 15 | 36 | 52 | -16  |
| 18   | Patro Maasmechelen     | 30  | 34 | 8  | 6  | 20 | 34 | 62 | -28  |

## Tour final

### Classement final
Le RAEC Mons accède pour la première fois de son histoire à la Division 1.
| Rang | Équipe            | Pts | J | G | N | P | Bp | Bc | Diff |  | Résultats (▼ dom., ► ext.) | MON | HEU | ING | CER |
| ---- | ----------------- | --- | - | - | - | - | -- | -- | ---- |  | -------------------------- | --- | --- | --- | --- |
| 1    | RAEC Mons         | 11  | 6 | 3 | 2 | 1 | 6  | 4  | +2   |  | RAEC Mons                  |     | 0-0 | 2-1 | 0-0 |
| 2    | K Heusden-Zolder  | 10  | 6 | 3 | 1 | 2 | 9  | 6  | +3   |  | K Heusden-Zolder           | 2-0 |     | 1-3 | 3-1 |
| 3    | KSV Ingelmunster  | 9   | 6 | 3 | 0 | 3 | 9  | 9  | 0    |  | KSV Ingelmunster           | 1-2 | 2-1 |     | 1-0 |
| 4    | Cercle Bruges KSV | 4   | 6 | 1 | 1 | 4 | 4  | 9  | -5   |  | Cercle Bruges KSV          | 0-2 | 0-2 | 3-1 |     |

## Bilan de la saison
| Résultat                | Club |
| ----------------------- | --- |
| Champion                | FC Malines                                                                                                 |
| Vainqueur du tour final | RAEC Mons                                                                                                  |
| Relégués                | KRC Zuid-West                                                                                              |
| Promus de D3            | SV Zulte Waregem (champion D3A) KAS Eupen (champion D3B) KFC Vigor Wuitens Hamme (vainqueur du tour final) |
| Meilleurs buteurs       | Kristof Arys (KMSK Deinze) et Daniel Gomez (RE Virton)                                                     |

### Sources et liens externes
- (en) Belgium - Final Tables 1895-2008, sur RSSSF
- (nl) Classement de la Division 2 2001-2002, sur BSDB